# Marajoara

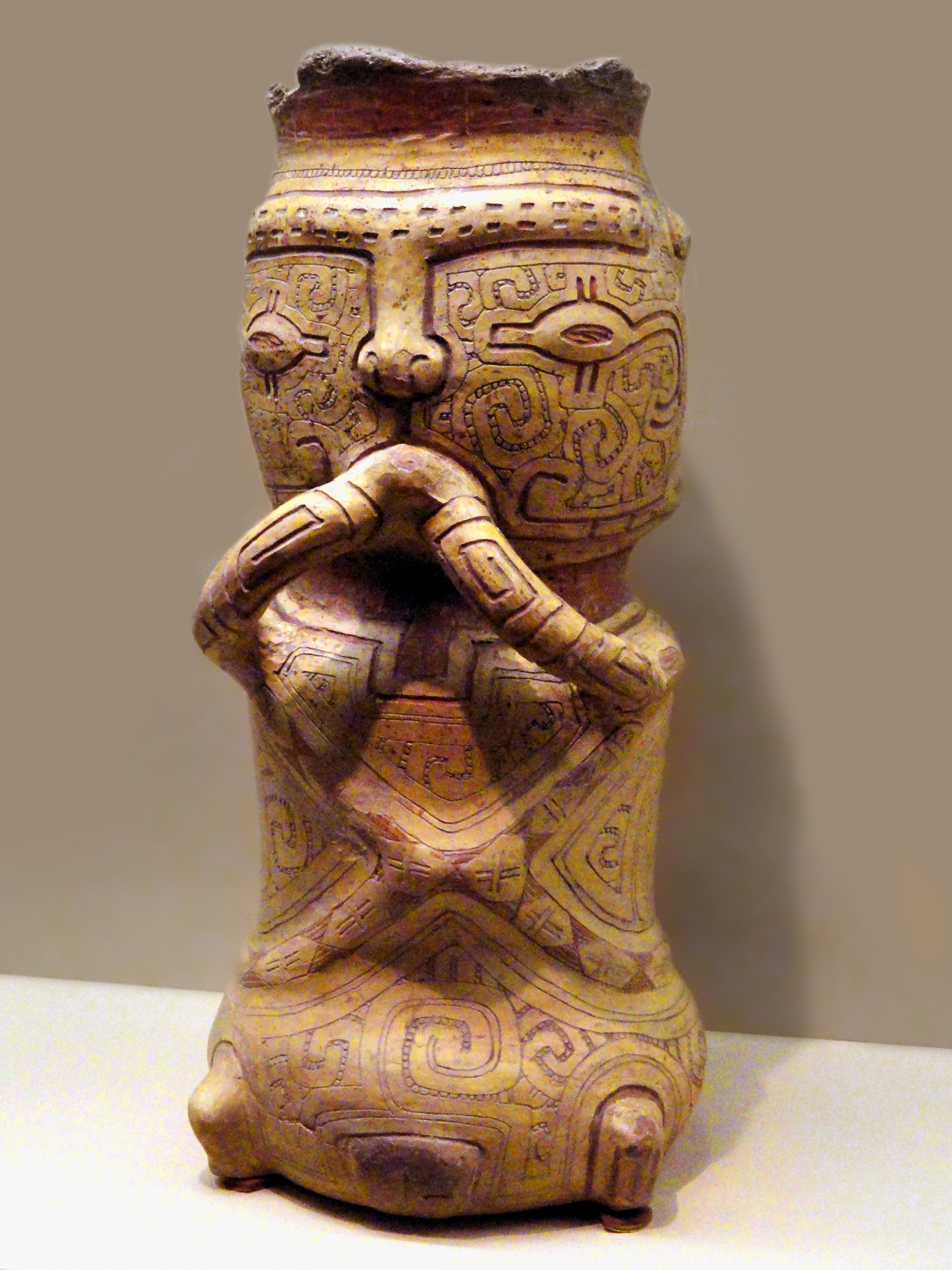
Un'urna funeraria Marajó, risalente ad un periodo compreso fra il 1000 e il 1250, conservata all'American Museum of Natural History di New York

Marajoara o cultura di Marajó era una società di indigeni che si sviluppò sull'isola di Marajó, sulla foce del Rio delle Amazzoni in Brasile. Mann spiega che la civiltà fiorì dall'800 al 1400, mentre altri ricercatori spiegano che la cultura fiorì dal 600 al 1600, continuando ad esistere anche quando i portoghesi iniziarono a colonizzare la costa sudamericana. 
Ceramiche complesse ed elaborate, pitturate con rappresentazioni di piante ed animali, sono state trovate nella zona, e hanno fornito la prova dell'esistenza di una società complessa sull'isola di Marajó. Il livello di complessità, l'estensione territoriale, e l'interazione che questa civiltà aveva con altri gruppi indigeni non sono conosciuti esattamente. Meggers spiega che questa civiltà avrebbe origine nelle Ande e che fosse emigrata per stanziarsi alla fine sulla foce del fiume presso l'isola.